# Макалевичі
Макале́вичі — село в Україні, у Житомирському районі Житомирської області, на лівому березі річки Тетерів. Через село протікає річка Вирва — ліва притока Тетерева.

## Історія
За даними перепису 2001 р., населення становить 484 особи. Код КОАТУУ — 1825085801. Поштовий індекс — 12210. Телефонний код — 4132. Площа 1,471 км².
Неподалік села розташований зупинний пункт «Макалевичі» Коростеньського напрямку Південно-Західної залізниці.
Уродженцем села є Босий Олександр Любомирович — солдат Збройних сил України, учасник російсько-української війни 2014—2015 років.
За переписом 1885 року село Макалевичі (Вишевичская волость, Радомысльскій уѣздъ, Кіевская губернія) налічувало 662 мешканці, у ньому були 81 двір, церковно-парафіяльна школа, 2 заїжджі двори, лавка.

## Населення

### Мова
Розподіл населення за рідною мовою за даними перепису 2001 року:
| Мова       | Кількість | Відсоток |
| ---------- | --------- | -------- |
| українська | 475       | 98.14%   |
| російська  | 7         | 1.44%    |
| німецька   | 1         | 0.21%    |
| білоруська | 1         | 0.21%    |
| Усього     | 484       | 100%     |

## Відомі люди
- Микула Олександр Якович, 1898 року народження, с. Макалевичі Малинського району Житомирської області, українець, освіта початкова. Жертва репресій радянської влади. Проживав у с. Половецьке Богуславського району, завідувач Богуславської районної лікарні. Розглядання справи припинено 21 березня 1938 року у зв'язку зі смертю підсудного. Помер в ув'язненні 16 березня 1938 року. Місце поховання невідомо. Реабілітований у 1990 році[2].